# Helicoverpa hardwicki
Helicoverpa hardwicki là một loài bướm đêm thuộc họ Noctuidae. Nó là loài đặc hữu của Bắc Úc và Tây Úc.
Ấu trùng ăn Crotalaria crispata và Rhyncosia minima.